# Любовь к трём апельсинам (фильм)
«Любовь к трём апельсинам» (болг. «Любовта към трите портокала») — совместный советско-болгарский двухсерийный телевизионный фильм режиссёров Виктора Титова и Юрия Богатыренко по одноимённой опере Сергея Прокофьева.

## Сюжет
В основе оперы лежит сказка Карло Гоцци «Любовь к трём апельсинам» (1760).
В бродячем театре зритель требует начала представления, и при этом актёры не могут решить, что же сегодня будут играть. Маэстро Дапертутто распределяет роли, и начинается сказка.
Наследный принц Тартальо болен ипохондрической болезнью. Для избавления от болезни он отправляется в путешествие за тремя апельсинами, в одном из которых находит свою избранницу Нинетту. Болезнь навсегда отступает.

## В ролях
- Владимир Басов — маэстро Дапертутто
- Сергей Мартинсон — король (вокал — Е. Владимиров)
- Борис Амарантов — Тартальо, меланхоличный принц (вокал — П. Куршумов)
- Иван Цветарский — Панталоне, советник короля (вокал — Н. Василев)
- Андрей Николаев — Труффальдино (вокал — Г. Чолаков)
- Илья Рутберг — Леандр (вокал — Н. Смочевский)
- Светлана Орлова — Клариче (вокал — А. Милчева)
- Лариса Трембовельская — Фата Моргана (вокал — Л. Барева)
- Ф. Бастунопулос — маг Челий (вокал — Н. Николаев)
- Ирина Печерникова — Смеральдина (вокал — Т. Христова)
- Наталья Седых — принцесса Нинетта (вокал — В. Александрова)
- Борис Сичкин — кухарка (вокал — Н. Павлов)
- Юрий Медведев — Сценариус
- П. Колбасин — живописец

Вокальные партии исполняют болгарские певцы.

## Съёмочная группа

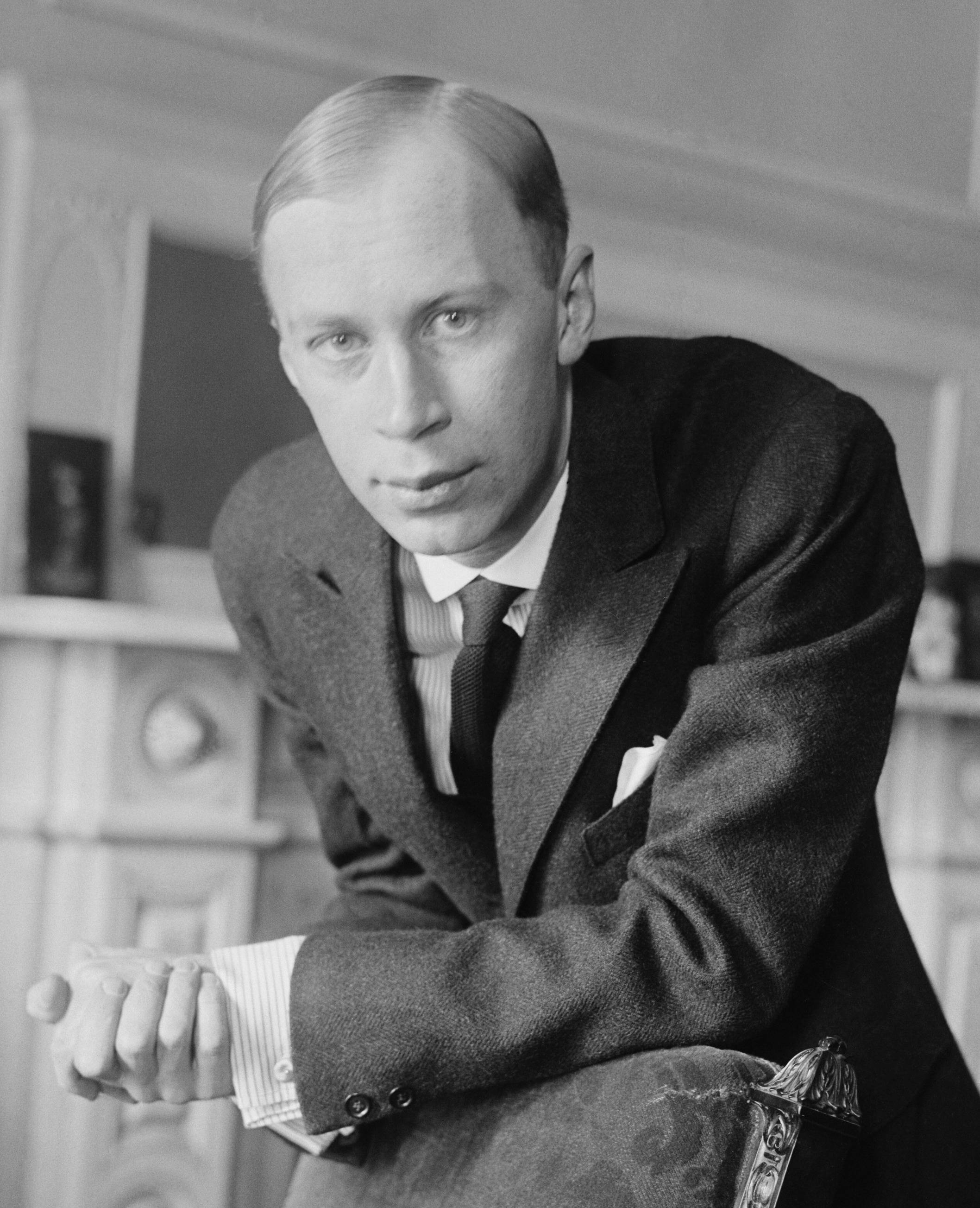
Композитор Сергей Прокофьев

- Авторы сценария: Никола Киров, Юрий Богатыренко
- Режиссёры-постановщики: Виктор Титов, Юрий Богатыренко
- Оператор-постановщик: Владимир Нахабцев
- Художники-постановщики: Константин Джидров, Сергей Воронков
- Композитор: Сергей Прокофьев
- Авторы интермедий: Семён Лунгин, Илья Нусинов
- Большой симфонический оркестр и хор Всесоюзного радио и телевидения
  - Дирижёр: Геннадий Рождественский
  - Хормейстер: Клавдий Птица